# Виртуальный катод
Виртуальный катод (от лат. virtualis — возможный), — это условная эквипотенциальная поверхность в пространстве между электродами электровакуумного устройства, которая характеризуется наименьшим отрицательным потенциалом по сравнению с катодом-эмиттером. Эта поверхность формируется за счёт пространственного заряда электронов и служит потенциальным барьером, преодолеть который могут только электроны с достаточно высокими начальными скоростями. Таким образом, для этих электронов виртуальный катод выполняет функцию источника, аналогичного катоду. Понятие виртуального катода применяется в теории электровакуумных приборов, особенно для анализа процессов в прикатодных зонах устройств с низким уровнем шума и в коллекторах мощных низковольтных устройств.
В более широком контексте термин «виртуальный катод» может обозначать любую эквипотенциальную поверхность, которую не могут преодолеть электроны, например, поверхность, где происходит изменение направления движения электронов в отражательном клистроне или сложные структуры в многосекционных коллекторах с рекуперацией энергии электронов.